# FA Cup 2024-2025 (turni di qualificazione)
I turni di qualificazione della FA Cup 2024-2025 inaugureranno la 144ª edizione della competizione di calcio ad eliminazione diretta più antica al mondo. Vi prenderanno parte 653 squadre dal 5º al 9º livello del sistema calcistico inglese.

## Formato
Il numero di partecipanti passa da 732 della passata stagione a 745, come conseguenza dell'allargamento del campionato di 8º livello. Questo ha di fatto escluso qualunque club di 10º livello.
| Fase                    | Turno                           | Partite | Squadre | Squadre entrate | Premio squadra vincente | Premio squadra perdente | Campionati entranti                                                                |
| ----------------------- | ------------------------------- | ------- | ------- | --------------- | ----------------------- | ----------------------- | ---------------------------------------------------------------------------------- |
| Turni di qualificazione | Turno extra preliminare         | 221     | 442→221 | 442             | £1.125                  | £375                    | N&S&I Divisions One (91 club peggio piazzati e 32 neo-promosse), CC&HFL&SCEF&SSMFL |
| Turni di qualificazione | Turno preliminare               | 136     | 272→136 | 51              | £1.444                  | £481                    | N&S&I Divisions One (tutti i rimanenti club)                                       |
| Turni di qualificazione | Primo turno di qualificazione   | 112     | 224→112 | 88              | £2.250                  | £750                    | N&S&I Premier Division                                                             |
| Turni di qualificazione | Secondo turno di qualificazione | 80      | 160→80  | 48              | £3.375                  | £1.125                  | National North & South                                                             |
| Turni di qualificazione | Terzo turno di qualificazione   | 40      | 80→40   |                 | £5.625                  | £1.875                  |                                                                                    |
| Turni di qualificazione | Quarto turno di qualificazione  | 32      | 64→32   | 24              | £9.375                  | £3.125                  | National League                                                                    |

## Risultati

### Turno extra preliminare
Il sorteggio per il turno extra preliminare delle fasi di qualificazione si è tenuto il 5 luglio 2024. Il numero tra parentesi indica il livello del campionato di appartenenza.
| Squadra 1                      | Risultato | Squadra 2                   |
| ------------------------------ | --------- | --------------------------- |
| 2 agosto 2024                  |           |                             |
| Whickham (9)                   | 1 - 0     | Carlisle City (9)           |
| Heaton Stannington (8)         | 2 - 0     | Easington Colliery (9)      |
| Great Yarmouth Town (9)        | 2 - 0     | Kirkley & Pakefield (9)     |
| Stansted (9)                   | 0 - 0     | Biggleswade (8)             |
| Royal Wootton Bassett Town (9) | 2 - 1     | Mangotsfield United (9)     |
| Spelthorne Sports (9)          | 0 - 1     | Burgess Hill Town (8)       |
| AFC Liverpool (9)              | 2 - 1     | Abbey Hey (9)               |
| Albion Sports (9)              | 1 - 2     | Trafford (8)                |
| Sheringham (9)                 | 2 - 1     | Woodbridge Town (9)         |
| 3 agosto 2024                  |           |                             |
| Binfield (8)                   | 3 - 1     | Wokingham Town (9)          |
| Crook Town (9)                 | 4 - 1     | Marske Utd (9)              |
| Consett (8)                    | 2 - 3     | Redcar Athletic (9)         |
| West Auckland Town (9)         | 0 - 2     | Bishop Auckland (9)         |
| Newcastle Benfield (9)         | 3 - 0     | Knaresborough Town (9)      |
| Garforth Town (8)              | 2 - 0     | Northallerton Town (9)      |
| Kendal Town (9)                | 2 - 2     | Guisborough Town (9)        |
| Boro Rangers (9)               | 3 - 0     | West Allotment Celtic (9)   |
| Shildon (9)                    | 2 - 4     | Ashington (9)               |
| Birtley Town (9)               | 3 - 2     | Bridlington Town (8)        |
| Tow Law Town (9)               | 2 - 3     | Blyth Town (9)              |
| North Shields (9)              | 1 - 2     | Newcastle Blue Star (9)     |
| Tadcaster Albion (9)           | 3 - 0     | Seaham Red Star (9)         |
| Penrith (9)                    | 3 - 0     | Pickering Town (9)          |
| Colne (9)                      | 0 - 4     | Mossley (8)                 |
| Longridge Town (9)             | 2 - 0     | Cheadle Town (9)            |
| Sheffield (8)                  | 2 - 1     | Nantwich Town (8)           |
| Ossett Utd (8)                 | 0 - 1     | Widnes (8)                  |
| Vauxhall Motors (8)            | 1 - 1     | Eccleshill Utd (9)          |
| Wythenshawe Town (8)           | 7 - 1     | Chadderton (9)              |
| Whitchurch Alport (9)          | 3 - 0     | Irlam (9)                   |
| Thackley (9)                   | 2 - 0     | Frickley Athletic (9)       |
| Stocksbridge PS (8)            | 2 - 1     | Prestwich Heys (9)          |
| West Didsbury & Chorlton (9)   | 3 - 0     | Burscough (9)               |
| Penistone Church (9)           | 1 - 2     | Charnock Richard (9)        |
| Ramsbottom United (9)          | 1 - 3     | Stalybridge Celtic (8)      |
| Barnoldswick Town (9)          | 0 - 0     | Brighouse Town (8)          |
| Liversedge (8)                 | 0 - 2     | Silsden (9)                 |
| Campion (9)                    | 1 - 0     | Parkgate (9)                |
| Padiham (9)                    | 1 - 1     | Golcar United (9)           |
| Wythenshawe (8)                | 0 - 0     | Pilkington (9)              |
| Northwich Victoria (9)         | 3 - 2     | Squires Gate (9)            |
| Handsworth (9)                 | 2 - 2     | South Liverpool (9)         |
| Congleton Town (8)             | 2 - 4     | Bury (9)                    |
| Stockport Town (9)             | 1 - 2     | 1874 Northwich (9)          |
| Litherland REMYCA (9)          | 1 - 3     | Glossop North End (9)       |
| Brocton (9)                    | 3 - 2     | Tividale (9)                |
| Wolverhampton Casuals (9)      | 0 - 3     | Rugby Town (8)              |
| Lutterworth Town (9)           | 3 - 2     | Studley (9)                 |
| Coventry Sphinx (8)            | 0 - 1     | Ashby Ivanhoe (9)           |
| OJM Community (9)              | 1 - 2     | Chasetown (8)               |
| Rugby Borough (9)              | 0 - 4     | Darlaston Town (8)          |
| Kidsgrove Athletic (8)         | 2 - 0     | Pershore Town (9)           |
| AFC Wulfrunians (9)            | 1 - 2     | Atherstone Town (9)         |
| Sporting Khalsa (8)            | 3 - 0     | Coventry United (9)         |
| Sutton Coldfield Town (8)      | 2 - 0     | Romulus (9)                 |
| Hinckley (9)                   | 3 - 1     | Highgate Utd (9)            |
| Westfields (9)                 | 1 - 0     | Daventry Town (9)           |
| Worcester Raiders (9)          | 2 - 0     | Stourport Swifts (9)        |
| Racing Club Warwick (8)        | 1 - 4     | Hednesford Town (8)         |
| Stone Old Alleynians (9)       | 2 - 1     | Bedworth Utd (8)            |
| Hanley Town (8)                | 1 - 1     | Boldmere St. Michaels (8)   |
| Worcester City (8)             | 0 - 0     | Walsall Wood (8)            |
| Uttoxeter Town (9)             | 2 - 3     | Heanor Town (9)             |
| Shifnal Town (9)               | 3 - 0     | Belper United (9)           |
| Malvern Town (8)               | 2 - 1     | Hereford Pegasus (9)        |
| Sporting Club Inkberrow (9)    | 0 - 3     | Dudley Town (9)             |
| Evesham Utd (8)                | 1 - 1     | Newcastle Town (8)          |
| Coleshill Town (8)             | 0 - 0     | Eastwood Community (9)      |
| Gresley Rovers (9)             | 4 - 2     | Lichfield City (9)          |
| Corby Town (8)                 | 1 - 1     | AFC Rushden & Diamonds (8)  |
| Grimsby Borough (8)            | 3 - 0     | GNG Oadby Town (9)          |
| Leicester Nirvana (9)          | 0 - 6     | Northampton ON Chenecks (9) |
| Rossington Main (9)            | 0 - 3     | AFC Mansfield (9)           |
| Shirebrook Town (9)            | 1 - 2     | Deeping Rangers (9)         |

| Squadra 1                           | Risultato | Squadra 2                    |
| ----------------------------------- | --------- | ---------------------------- |
| 3 agosto 2024                       |           |                              |
| Bourne Town (9)                     | 0 - 1     | Aylestone Park (9)           |
| Yaxley (9)                          | 2 - 1     | Godmanchester Rovers (9)     |
| Barton Town (9)                     | 5 - 2     | Newark Town (9)              |
| Lincoln Utd (9)                     | 2 - 3     | Goole (9)                    |
| Melton Town (9)                     | 2 - 0     | Harrowby Utd (9)             |
| Shepshed Dynamo (8)                 | 0 - 3     | Winterton Rangers (9)        |
| Sherwood Colliery (8)               | 1 - 1     | Grantham Town (8)            |
| Kimberley Miners Welfare (9)        | 0 - 7     | Cleethorpes Town (8)         |
| Skegness Town (9)                   | 1 - 3     | Newark & Sherwood United (9) |
| Wellingborough Town (8)             | 1 - 1     | Sleaford Town (9)            |
| Bugbrooke St Michaels (9)           | 0 - 2     | Loughborough Students (8)    |
| Northampton Sileby Rangers (9)      | 1 - 1     | Boston Town (9)              |
| Hucknall Town (9)                   | 2 - 3     | Bottesford Town (9)          |
| Dereham Town (9)                    | 1 - 1     | Wisbech Town (9)             |
| Ely City (9)                        | 1 - 1     | Mulbarton Wanderers (9)      |
| Harleston Town (9)                  | 4 - 0     | Heacham (9)                  |
| Wroxham (8)                         | 1 - 1     | Walsham-le-Willows (9)       |
| Thetford Town (9)                   | 0 - 0     | Ipswich Wanderers (8)        |
| Stowmarket Town (9)                 | 2 - 1     | Histon (9)                   |
| Cornard United (9)                  | 3 - 0     | Fakenham Town (9)            |
| Newmarket Town (8)                  | 3 - 1     | March Town United (9)        |
| Gorleston (8)                       | 2 - 0     | Hadleigh United (9)          |
| Long Melford (9)                    | 1 - 4     | Downham Town (9)             |
| Soham Town Rangers (9)              | 4 - 1     | Mildenhall Town (8)          |
| Great Wakering Rovers (9)           | 2 - 2     | Redbridge (8)                |
| Newport Pagnell Town (9)            | 3 - 3     | Ilford (9)                   |
| Leverstock Green (8)                | 3 - 1     | Baldock Town (9)             |
| Eynesbury Rovers (9)                | 2 - 2     | Romford (9)                  |
| Tring Athletic (9)                  | 1 - 1     | Barking (9)                  |
| Biggleswade Utd (9)                 | 2 - 2     | Frenford (9)                 |
| Milton Keynes Irish (9)             | 2 - 0     | Welwyn G. City (8)           |
| Witham Town (8)                     | 2 - 1     | Hertford Town (8)            |
| London Lions (9)                    | 4 - 0     | Arlesey Town (9)             |
| Colney Heath (9)                    | 1 - 2     | Takeley (9)                  |
| Cockfosters (9)                     | 1 - 1     | Kings Langley (8)            |
| Sawbridgeworth Town (9)             | 0 - 5     | FC Romania (9)               |
| Real Bedford (8)                    | 2 - 3     | St Neots Town (9)            |
| West Essex (9)                      | 0 - 1     | Enfield (8)                  |
| Little Oakley (9)                   | 3 - 1     | Dunstable Town (9)           |
| Basildon Utd (8)                    | 2 - 1     | Hadley (8)                   |
| Shefford Town & Campton (9)         | 0 - 2     | Brantham Athletic (9)        |
| FC Clacton (9)                      | 0 - 6     | Leighton Town (8)            |
| Kempston Rovers (9)                 | 2 - 4     | Brightlingsea Regent (8)     |
| Potton United (9)                   | 1 - 3     | White Ensign (9)             |
| Barton Rovers (8)                   | 1 - 1     | Saffron Walden Town (9)      |
| Heybridge Swifts (8)                | 2 - 1     | Wormley Rovers (9)           |
| Benfleet (9)                        | 3 - 1     | Woodford Town (9)            |
| Edgware & Kingsbury (9)             | 2 - 2     | Crawley Green (9)            |
| Stanway Rovers (9)                  | 0 - 0     | Maldon & Tiptree (8)         |
| Tilbury (8)                         | 4 - 1     | Buckhurst Hill (9)           |
| Harpenden Town (9)                  | 3 - 1     | Halstead Town (9)            |
| Portishead Town (9)                 | 0 - 1     | Easington Sports (9)         |
| Tuffley Rovers (9)                  | 0 - 3     | Kidlington (8)               |
| Malmesbury Victoria (9)             | 1 - 3     | Slimbridge (9)               |
| Reading City (9)                    | 3 - 2     | Ardley Utd (9)               |
| Lydney Town (9)                     | 5 - 1     | Thornbury Town (9)           |
| Burnham (9)                         | 3 - 3     | Corsham Town (9)             |
| Brislington (9)                     | 0 - 2     | Wallingford & Crowmarsh (9)  |
| Flackwell Heath (8)                 | 0 - 1     | Aylesbury Vale Dyn. (9)      |
| Longlevens (9)                      | 1 - 1     | Winslow Utd (9)              |
| Cinderford Town (8)                 | 1 - 2     | Nailsea & Tickenham (9)      |
| Virginia Water (9)                  | 4 - 2     | Brimscombe & Thrupp (9)      |
| Ascot Utd (8)                       | 1 - 0     | Milton Utd (9)               |
| Thame Utd (8)                       | 3 - 0     | Aylesbury Utd (8)            |
| Oldland Abbotonians (9)             | 2 - 4     | Amersham Town (9)            |
| Highworth Town (9)                  | 0 - 1     | Bishop's Cleeve (8)          |
| Roman Glass St George (9)           | 2 - 0     | North Leigh (8)              |
| Fairford Town (9)                   | 7 - 0     | Cirencester Town (9)         |
| Hartpury University (9)             | 2 - 0     | Risborough Rangers (9)       |
| Yate Town (8)                       | 2 - 0     | Holyport (9)                 |
| British Airways (9)                 | 0 - 0     | Loxwood (9)                  |
| Horsham YMCA (9)                    | 5 - 1     | Newhaven (9)                 |
| Larkfield & New Hythe Wanderers (9) | 2 - 1     | Kennington (9)               |
| Rayners Lane (8)                    | 3 - 1     | Broadfields Utd (9)          |

| Squadra 1                  | Risultato | Squadra 2                      |
| -------------------------- | --------- | ------------------------------ |
| 3 agosto 2024              |           |                                |
| Cobham (9)                 | 3 - 4     | Uxbridge (8)                   |
| Chipstead (9)              | 0 - 2     | Athletic Newham (9)            |
| Hanworth Villa (8)         | 4 - 0     | Knaphill (9)                   |
| Deal Town (8)              | 4 - 0     | Roffey (9)                     |
| Epsom & Ewell (9)          | 0 - 0     | Phoenix Sports (8)             |
| Saltdean Utd (9)           | 3 - 2     | AFC Varndeanians (9)           |
| North Greenford Utd (9)    | 1 - 1     | Corinthian-Casuals (9)         |
| Steyning Town (8)          | 4 - 0     | Hilltop (9)                    |
| Merstham (8)               | 7 - 0     | Wick (9)                       |
| Wembley (9)                | 0 - 2     | Bedfont Sports (9)             |
| Abbey Rangers (9)          | 2 - 2     | Hythe Town (8)                 |
| Punjab Utd (9)             | 2 - 0     | Snodland Town (9)              |
| Hassocks (9)               | 2 - 3     | Haywards Heath Town (9)        |
| Broadbridge Heath (8)      | 2 - 1     | Horley Town (9)                |
| Badshot Lea (8)            | 1 - 0     | Stansfeld (9)                  |
| Sevenoaks Town (9)         | 2 - 1     | Whitstable Town (9)            |
| Fisher (9)                 | 2 - 5     | Redhill (9)                    |
| Tunbridge Wells (9)        | 1 - 3     | Farnham Town (8)               |
| Balham (9)                 | 3 - 1     | Midhurst & Easebourne (9)      |
| Holmesdale (9)             | 0 - 1     | Crawley Down Gatwick (9)       |
| Lordswood (9)              | 1 - 0     | Erith & Belvedere (9)          |
| Eastbourne Town (8)        | 2 - 0     | Little Common (9)              |
| Ashford Utd (8)            | 3 - 0     | Egham Town (9)                 |
| Bexhill United (9)         | 0 - 1     | Faversham Town (9)             |
| Northwood (8)              | 0 - 2     | Ashford Town (Middlesex) (8)   |
| Camberley Town (9)         | 2 - 1     | Lydd Town (9)                  |
| Sheerwater (9)             | 1 - 1     | Rusthall (9)                   |
| Beckenham Town (8)         | 1 - 3     | Harefield Utd (9)              |
| Lingfield (9)              | 1 - 0     | Hollands & Blair (9)           |
| AFC Croydon Athletic (8)   | 3 - 1     | Guildford City (9)             |
| South Park (8)             | 3 - 1     | Sutton Common Rovers (8)       |
| Corinthian (9)             | 2 - 0     | AFC Whyteleafe (9)             |
| Sutton Athletic (9)        | 1 - 2     | Sandhurst Town (9)             |
| Erith Town (8)             | 6 - 2     | Pagham (9)                     |
| Glebe (9)                  | 0 - 2     | East Grinstead Town (8)        |
| Metropolitan Police (8)    | 1 - 3     | VCD Athletic (9)               |
| Eastbourne Utd (9)         | 4 - 0     | Sporting Bengal United (8)     |
| Crowborough Athletic (9)   | 1 - 1     | Bearsted (9)                   |
| Tadley Calleva (9)         | 2 - 3     | Millbrook (Hampshire) (9)      |
| Fareham Town (9)           | 1 - 1     | Sherborne Town (9)             |
| AFC Portchester (9)        | 5 - 1     | United Services Portsmouth (9) |
| Melksham Town (8)          | 3 - 0     | Welton Rovers (9)              |
| Thatcham Town (8)          | 3 - 1     | Christchurch (9)               |
| Bournemouth (9)            | 0 - 4     | Shaftesbury (8)                |
| Portland Utd (9)           | 0 - 2     | Hamworthy Recreation (9)       |
| Baffins Milton Rovers (9)  | 5 - 0     | Petersfield Town (9)           |
| Hamble Club (9)            | 0 - 0     | Westbury Utd (8)               |
| Alton (9)                  | 1 - 1     | Fleet Town (9)                 |
| Andover New Street (9)     | 4 - 2     | Hythe & Dibden (9)             |
| Laverstock & Ford (9)      | 1 - 1     | Cowes Sports (9)               |
| Bemerton H. Harlequins (8) | 1 - 1     | Brockenhurst (9)               |
| Hartley Wintney (8)        | 3 - 0     | Downton (9)                    |
| Shepton Mallet (9)         | 1 - 0     | Horndean (8)                   |
| Moneyfields (8)            | 1 - 2     | AFC Stoneham (9)               |
| Paulton Rovers (8)         | 2 - 1     | Bashley (8)                    |
| Wincanton Town (9)         | 2 - 1     | Blackfield & Langley (9)       |
| Falmouth Town (8)          | 5 - 0     | Torpoint Athletic (9)          |
| Exmouth Town (8)           | 1 - 0     | Street (9)                     |
| Ilfracombe Town (9)        | 0 - 2     | Tavistock (8)                  |
| St Blazey (9)              | 1 - 3     | Ivybridge Town (9)             |
| Barnstaple Town (9)        | 3 - 3     | Helston Athletic (8)           |
| Brixham (9)                | 2 - 0     | Saltash United (9)             |
| Willand Rovers (8)         | 2 - 0     | AFC St Austell (9)             |
| Wellington (9)             | 1 - 0     | Buckland Athletic (9)          |
| Bideford (8)               | 1 - 0     | Bridgwater United (9)          |
| 4 agosto 2024              |           |                                |
| Grays Athletic (8)         | 5 - 1     | Hullbridge Sports (9)          |
| Berks County (9)           | 1 - 4     | Clevedon Town (9)              |
| Hallam (9)                 | 2 - 1     | Lower Breck (9)                |
| Emley (8)                  | 1 - 0     | FC St Helens (9)               |
| Cambridge City (8)         | 5 - 1     | Lakenheath (9)                 |
| Beverley Town (9)          | 2 - 3     | Whitley Bay (9)                |
| Littlehampton Town (8)     | 1 - 0     | Tooting & Mitcham United (9)   |
| Peacehaven & Telscombe (9) | 0 - 2     | Shoreham (9)                   |

#### Replay
| Squadra 1                  | Risultato       | Squadra 2                      |
| -------------------------- | --------------- | ------------------------------ |
| 5 agosto 2024              |                 |                                |
| Redbridge (8)              | 1 - 0           | Great Wakering Rovers (9)      |
| Biggleswade (8)            | 2 - 1           | Stansted (9)                   |
| 6 agosto 2024              |                 |                                |
| Bearsted (9)               | 1 - 2           | Crowborough Athletic (9)       |
| Golcar United (9)          | 1 - 0           | Padiham (9)                    |
| Boldmere St. Michaels (8)  | 0 - 0 (2-4 dtr) | Hanley Town (8)                |
| Walsall Wood (8)           | rinv.           | Worcester City (8)             |
| Newcastle Town (8)         | 3 - 2           | Evesham Utd (8)                |
| AFC Rushden & Diamonds (8) | 1 - 1 (2-1 dtr) | Corby Town (8)                 |
| Grantham Town (8)          | 4 - 0           | Sherwood Colliery (8)          |
| Boston Town (9)            | 1 - 0           | Northampton Sileby Rangers (9) |
| Wisbech Town (9)           | 0 - 1           | Dereham Town (9)               |
| Mulbarton Wanderers (9)    | 2 - 1 (dts)     | Ely City (9)                   |
| Walsham-le-Willows (9)     | 0 - 2           | Wroxham (8)                    |
| Ipswich Wanderers (8)      | 1 - 0           | Thetford Town (9)              |
| Barking (9)                | 1 - 0           | Tring Athletic (9)             |
| Frenford (9)               | 2 - 4 (dts)     | Biggleswade Utd (9)            |
| Kings Langley (8)          | 1 - 0           | Cockfosters (9)                |
| Crawley Green (9)          | 1 - 1 (4-5 dtr) | Edgware & Kingsbury (9)        |
| Maldon & Tiptree (8)       | 1 - 2           | Stanway Rovers (9)             |
| Corsham Town (9)           | 2 - 0           | Burnham (9)                    |
| Winslow Utd (9)            | 1 - 3 (dts)     | Longlevens (9)                 |
| Loxwood (9)                | 3 - 1           | British Airways (9)            |
| Phoenix Sports (8)         | 1 - 3           | Epsom & Ewell (9)              |
| Hythe Town (8)             | 2 - 3           | Abbey Rangers (9)              |
| Rusthall (9)               | 4 - 1           | Sheerwater (9)                 |
| Westbury Utd (8)           | 1 - 0           | Hamble Club (9)                |
| Fleet Town (9)             | 4 - 1           | Alton (9)                      |
| Cowes Sports (9)           | 1 - 3           | Laverstock & Ford (9)          |
| Brockenhurst (9)           | 0 - 1           | Bemerton H. Harlequins (8)     |
| Helston Athletic (8)       | 0 - 2           | Barnstaple Town (9)            |
| Eastwood (9)               | 1 - 3 (dts)     | Coleshill Town (8)             |
| 7 agosto 2024              |                 |                                |
| Guisborough Town (9)       | 1 - 2           | Kendal Town (9)                |
| Eccleshill Utd (9)         | 3 - 2           | Vauxhall Motors (8)            |
| Brighouse Town (8)         | 2 - 2 (3-5 dtr) | Barnoldswick Town (9)          |
| Pilkington (9)             | 3 - 1           | Wythenshawe (8)                |
| South Liverpool (9)        | 2 - 0           | Handsworth (9)                 |
| Sleaford Town (9)          | 2 - 2 (4-5 dtr) | Wellingborough Town (8)        |
| Ilford (9)                 | 0 - 3           | Newport Pagnell Town (9)       |
| Romford (9)                | 3 - 2           | Eynesbury Rovers (9)           |
| Sherborne Town (9)         | 2 - 0           | Fareham Town (9)               |
| 13 agosto 2024             |                 |                                |
| Worcester City (8)         | 1 - 0           | Walsall Wood (8)               |
| Newport Pagnell Town (9)   | 2 - 0           | Ilford (9)                     |

### Turno preliminare
Il sorteggio del turno preliminare si è svolto il 5 agosto 2024.
| Squadra 1                     | Risultato | Squadra 2                      |
| ----------------------------- | --------- | ------------------------------ |
| 16 agosto 2024                |           |                                |
| Golcar United (9)             | 0-1       | Thackley (9)                   |
| Hinckley (9)                  | 2-5       | Malvern Town (8)               |
| 17 agosto 2024                |           |                                |
| Ashington (8)                 | 1-1       | Bishop Auckland (8)            |
| Garforth Town (8)             | 1-1       | Heaton Stannington (8)         |
| Newcastle Blue Star (9)       | 1-1       | North Ferriby (8)              |
| Newton Aycliffe (8)           | 3-0       | Whitley Bay (9)                |
| Boro Rangers (9)              | 0-1       | Tadcaster Albion (9)           |
| Blyth Town (9)                | 0-2       | Birtley Town (9)               |
| Kendal Town (9)               | 1-2       | Newcastle Benfield (9)         |
| Pontefract Collieries (8)     | 3-0       | Redcar Athletic (9)            |
| Penrith (9)                   | 2-3       | Crook Town (9)                 |
| Longridge Town (9)            | 1-3       | 1874 Northwich (9)             |
| Stalybridge Celtic (8)        | 0-1       | Widnes (8)                     |
| Runcorn Linnets (8)           | 2-2       | Wythenshawe Town (8)           |
| Trafford (8)                  | 0-3       | Emley (8)                      |
| South Liverpool (9)           | 1-1       | Witton Albion (8)              |
| Silsden (9)                   | 2-0       | Atherton Collieries (8)        |
| Barnoldswick Town (9)         | 1-1       | Northwich Victoria (9)         |
| Clitheroe (8)                 | 2-2       | Sheffield (8)                  |
| Avro (8)                      | 1-2       | Bury (9)                       |
| Bootle (8)                    | 1-3       | City of Liverpool (8)          |
| Bradford (Park Avenue) (8)    | 2-3       | Stocksbridge PS (8)            |
| Mossley (8)                   | 0-0       | Eccleshill Utd (9)             |
| Glossop North End (9)         | 1-2       | West Didsbury & Chorlton (9)   |
| Whitchurch Alport (9)         | 3-1       | Pilkington (9)                 |
| Atherstone Town (9)           | 0-6       | Kidsgrove Athletic (8)         |
| Rugby Town (8)                | 3-0       | Stone Old Alleynians (9)       |
| Hanley Town (8)               | 0-1       | Stafford Rangers (8)           |
| Brocton (9)                   | 0-1       | Coleshill Town (8)             |
| Worcester Raiders (9)         | 0-1       | Hednesford Town (8)            |
| Westfields (9)                | 1-1       | Newcastle Town (8)             |
| Heanor Town (9)               | 3-2       | Hinckley LR (8)                |
| Worcester City (8)            | 1-2       | Dudley Town (9)                |
| Belper Town (8)               | 3-1       | Lutterworth Town (9)           |
| Shifnal Town (9)              | 1-0       | Sutton Coldfield Town (8)      |
| Chasetown (8)                 | 0-1       | Ashby Ivanhoe (9)              |
| Gresley Rovers (9)            | 1-1       | Sporting Khalsa (8)            |
| Darlaston Town (1874) (8)     | 3-0       | Lye Town (8)                   |
| AFC Mansfield (9)             | 1-3       | Carlton Town (8)               |
| Aylestone Par (9)             | 0-2       | Wellingborough Town (8)        |
| Yaxle (9)                     | 1-3       | Grantham Town (8)              |
| Newark and Sherwood Unite (9) | 2-0       | AFC Rushden & Diamond (8)      |
| Long Eaton Utd (8)            | 3-2       | Boston Town (9)                |
| Cleethorpes Town (8)          | 4-0       | Quorn (8)                      |
| Bottesford Town (9)           | 3-0       | Winterton Rangers (9)          |
| Northampton ON Chenecks (9)   | 2-3       | Barton Town (9)                |
| Grimsby Borough (8)           | 0-5       | Anstey Nomads (8)              |
| Goole (9)                     | 2-3       | Melton Town (9)                |
| Deeping Rangers (9)           | 2-2       | Loughborough Students (8)      |
| Mulbarton Wanderers (9)       | 1-3       | Gorleston (8)                  |
| Bury Town (8)                 | 2-2       | Felixstowe & Walton United (8) |
| Stowmarket Town (9)           | 1-5       | Cornard United (9)             |
| Soham Town Rangers (9)        | 2-2       | Harleston Town (9)             |
| Wroxham (8)                   | 1-3       | Newmarket Town (8)             |
| Downham Town (9)              | 1-3       | Ipswich Wanderers (8)          |
| Great Yarmouth Town (9)       | 2-1       | Cambridge City (8)             |
| Dereham Town (9)              | 1-3       | Sheringham (9)                 |
| Tilbury (8)                   | 3-1       | Stanway Rovers (9)             |
| White Ensign (9)              | 1-3       | Brantham Athletic (9)          |
| St Neots Town (9)             | 3-0       | Edgware & Kingsbury (9)        |
| Concord Rangers (8)           | 1-3       | Milton Keynes Irish (9)        |
| Benfleet (9)                  | 1-5       | Haringey Borough (8)           |
| Newport Pagnell Town (9)      | 0-1       | AFC Dunstable (8)              |
| Leighton Town (8)             | 2-3       | Waltham Abbey (8)              |
| Biggleswade Utd (9)           | 1-2       | Enfield (8)                    |
| Biggleswade (8)               | 3-1       | London Lions (9)               |
| Leverstock Green (8)          | 1-1       | Heybridge Swifts (8)           |
| Stotfold (8)                  | 1-0       | Takeley (9)                    |

| Squadra 1                           | Risultato | Squadra 2                 |
| ----------------------------------- | --------- | ------------------------- |
| 17 agosto 2024                      |           |                           |
| Walthamstow (8)                     | 3-2       | Saffron Walden Town (9)   |
| Ware (8)                            | 0-1       | Brentwood Town (8)        |
| Redbridge (8)                       | 0-1       | Barking (9)               |
| Harpenden Town (9)                  | 1-0       | FC Romania (9)            |
| Little Oakley (9)                   | 1-4       | Berkhamsted (8)           |
| Basildon Utd (8)                    | 1-0       | Kings Langley (8)         |
| Brightlingsea Regen (8)             | 4-0       | Romford (9)               |
| Royal Wootton Bassett Town (9)      | 0-2       | Didcot Town (8)           |
| Thame Utd (8)                       | 5-0       | Beaconsfield Town (8)     |
| Aylesbury Vale Dyn. (9)             | 3-2       | Corsham Tow (9)           |
| Cribbs (8)                          | 2-0       | Roman Glass St George (9) |
| Amersham Town (9)                   | 4-1       | Clevedon Town (9)         |
| Wallingford & Crowmarsh (9)         | 3-0       | Slimbridge (9)            |
| Reading City (9)                    | 1-1       | Nailsea & Tickenham (9)   |
| Kidlington (8)                      | 0-4       | Yate Town (8)             |
| Virginia Water (9)                  | 2-1       | Ascot Utd (8)             |
| Fairford Town (9)                   | 1-5       | Hartpury University (9)   |
| Longlevens (9)                      | 1-9       | Binfield (8)              |
| Bishop's Cleeve (8)                 | 4-0       | Lydney Town (9)           |
| Easington Sports (9)                | 3-1       | Bristol Manor Farm (8)    |
| Sevenoaks Town (8)                  | 0-2       | Leatherhead (8)           |
| Steyning Town (8)                   | 3-1       | Crawley Down Gatwick (9)  |
| Ashford Town (Middlesex) (8)        | 1-1       | Uxbridge (8)              |
| Crowborough Athletic (9)            | 0-1       | South Park (8)            |
| Harrow Borough (8)                  | 1-1       | Ashford Utd (8)           |
| Ramsgate (8)                        | 5-0       | Southall (8)              |
| Horsham YMCA (9)                    | 1-3       | Broadbridge Heath (8)     |
| North Greenford Utd (9)             | 0-3       | Sheppey Utd (8)           |
| AFC Croydon Athletic (8)            | 4-0       | VCD Athletic (9)          |
| Herne Bay (8)                       | 2-2       | Rayners Lane (8)          |
| Corinthian (9)                      | 3-1       | Camberley Town (9)        |
| Kingstonian (8)                     | 3-2       | Eastbourne Utd (9)        |
| Margate (8)                         | 4-0       | Loxwood (9)               |
| Epsom & Ewell (9)                   | 1-3       | Hayes & Yeading Utd (8)   |
| Harefield Utd (9)                   | 1-3       | Sandhurst Town (9)        |
| Lordswood (9)                       | 3-1       | Shoreham (9)              |
| Merstham (8)                        | 2-1       | Erith Town (8)            |
| Saltdean Utd (9)                    | 0-0       | Three Bridges (8)         |
| Haywards Heath Town (9)             | 2-0       | Deal Town (8)             |
| Hanworth Villa (8)                  | 4-1       | Abbey Rangers (9)         |
| Larkfield & New Hythe Wanderers (9) | 3-1       | Lingfield (9)             |
| Farnham Town (8)                    | 2-4       | Sittingbourne (8)         |
| Bedfont Sports (9)                  | 2-3       | Raynes Park Vale (8)      |
| Badshot Lea (8)                     | 4-1       | Balham (9)                |
| Lancing (8)                         | 2-4       | Athletic Newham (9)       |
| Burgess Hill Town (8)               | 2-1       | Eastbourne Town (8)       |
| Rusthall (9)                        | 1-2       | Punjab Utd (9)            |
| East Grinstead Town (8)             | 1-3       | Redhill (9)               |
| Thatcham Town (8)                   | 1-2       | Andover New Street (9)    |
| Hartley Wintney (8)                 | 0-2       | Larkhall Athletic (8)     |
| Wincanton Town (9)                  | 2-2       | Fleet Town (9)            |
| Baffins Milton Rovers (9)           | 2-1       | Shepton Mallet (9)        |
| Bemerton H. Harlequins (8)          | 1-3       | Laverstock & Ford (9)     |
| Shaftesbury (8)                     | 0-0       | Melksham Town (8)         |
| Westfield (8)                       | 3-1       | Sherborne Town (9)        |
| AFC Stoneham (9)                    | 1-1       | Millbrook (Hampshire) (9) |
| Westbury Utd (8)                    | 1-0       | AFC Portchester (9)       |
| Barnstaple Town (9)                 | 4-1       | Falmouth Tow (8)          |
| Mousehole (8)                       | 2-2       | Willand Rovers (8)        |
| Exmouth Town (8)                    | rinv.     | Brixham (9)               |
| Ivybridge Town (9)                  | 0-1       | Tavistock (8)             |
| Bideford (8)                        | 1-1       | Wellington (9)            |
| 18 agosto 2024                      |           |                           |
| Hamworthy Recreations (9)           | 1-2       | Paulton Rovers (9)        |
| Whickham (9)                        | 1-1       | Dunston UTS (8)           |
| Campion (9)                         | 1-0       | AFC Liverpool (9)         |
| Hallam (9)                          | 2-0       | Charnock Richard (9)      |
| Grays Athletic (8)                  | 1-4       | Witham Town (8)           |
| Littlehampton Town (8)              | 2-3       | Faversham Town (9)        |

#### Replay
| Squadra 1                      | Risultato     | Squadra 2                    |
| ------------------------------ | ------------- | ---------------------------- |
| 19 agosto 2024                 |               |                              |
| Melksham Town (8)              | 4-1           | Shaftesbury (8)              |
| 20 agosto 2024                 |               |                              |
| Nailsea & Tickenham (9)        | 1-0           | Reading City (9)             |
| North Ferriby (8)              | 2-4 (dts)     | Newcastle Blue Star (9)      |
| Bishop Auckland (8)            | 1-2 (dts)     | Ashington (8)                |
| Wythenshawe Town (8)           | 3-1           | Runcorn Linnets (8)          |
| Witton Albion (8)              | 3-1           | South Liverpool (9)          |
| Northwich Victoria (9)         | 2-4           | Barnoldswick Town (9)        |
| Sheffield (8)                  | 3-2           | Clitheroe (8)                |
| Newcastle Town (8)             | 2-0           | Westfields (9)               |
| Sporting Khalsa (8)            | 2-0 (dts)     | Gresley Rovers (9)           |
| Loughborough Students (8)      | 4-0           | Deeping Rangers (9)          |
| Felixstowe & Walton United (8) | 4-0           | Bury Town (8)                |
| Harleston Town (9)             | 4-0           | Soham Town Rangers (9)       |
| Heybridge Swifts (8)           | 1-1 (3-4 dtr) | Leverstock Green (8)         |
| Uxbridge (8)                   | 1-2           | Ashford Town (Middlesex) (8) |
| Ashford Utd (8)                | 3-1           | Harrow Borough (8)           |
| Rayners Lane (8)               | 1-2           | Herne Bay (8)                |
| Three Bridges (8)              | 3-1           | Saltdean Utd (9)             |
| Fleet Town (9)                 | 4-1           | Wincanton Town (9)           |
| Millbrook (Hampshire) (9)      | rinv.         | AFC Stoneham (9)             |
| Wellington (9)                 | 0-2           | Bideford (8)                 |
| 21 agosto 2024                 |               |                              |
| Willand Rovers (8)             | 1-0           | Mousehole (8)                |
| Heaton Stannington (8)         | 2-3 (dts)     | Garforth Town (8)            |
| Dunston UTS (8)                | 3-0           | Whickham (9)                 |
| Eccleshill Utd (9)             | 1-3           | Mossley (8)                  |
| Exmouth Town (8)               | 0-2           | Brixham (9)                  |
| 27 agosto 2024                 |               |                              |
| Millbrook (Hampshire) (9)      | 1-3           | AFC Stoneham (9)             |

### Primo turno di qualificazione
Il sorteggio del primo turno di qualificazione si è svolto il 19 agosto 2024, con l'ingresso delle squadre di 7º livello.
| Squadra 1                           | Risultato | Squadra 2                      |
| ----------------------------------- | --------- | ------------------------------ |
| 30 agosto 2024                      |           |                                |
| Hanworth Villa (8)                  | 3-3       | Walton & Hersham (7)           |
| 31 agosto 2024                      |           |                                |
| Garforth Town (8)                   | 0-2       | Bury (9)                       |
| Crook Town (9)                      | 2-1       | Ashington (8)                  |
| Guiseley (7)                        | 3-0       | Ashton Utd (7)                 |
| Morpeth Town (7)                    | 1-0       | Emley (8)                      |
| West Didsbury & Chorlton (9)        | 4-2       | Silsden (9)                    |
| Warrington Rylands 1906 (7)         | 4-0       | Thackley (9)                   |
| Campion (9)                         | 1-1       | Blyth Spartans (7)             |
| Bamber Bridge (7)                   | 1-1       | Newton Aycliffe (8)            |
| Lancaster City (7)                  | 0-0       | Barnoldswick Town (9)          |
| Tadcaster Albion (9)                | 0-3       | Macclesfield (7)               |
| 1874 Northwich (9)                  | 3-2       | Stocksbridge PS (8)            |
| Workington (7)                      | 0-1       | Hebburn Town (7)               |
| FC United of Manchester (7)         | 3-3       | Hyde Utd (7)                   |
| Mossley (8)                         | 2-2       | Whitby Town (7)                |
| Witton Albion (9)                   | 3-2       | City of Liverpool (8)          |
| Newcastle Benfield (9)              | 2-1       | Prescot Cables (7)             |
| Newcastle Blue Star (9)             | 2-3       | Hallam (9)                     |
| Whitchurch Alpor (9)                | 1-1       | Wythenshawe Town (8)           |
| Birtley Town (9)                    | 1-5       | Dunston UTS (8)                |
| Stockton Town (7)                   | 1-0       | Widnes (8)                     |
| Sheffield (8)                       | 5-0       | Pontefract Collieries (8)      |
| Newcastle Town (8)                  | 2-1       | Long Eaton Utd (8)             |
| Belper Town (8)                     | 2-2       | Bromsgrove Sporting (7)        |
| Spalding Utd (7)                    | 0-0       | Matlock Town (7)               |
| Gainsborough Trinity (7)            | 2-1       | AFC Telford United (7)         |
| Basford Utd (7)                     | 6-1       | Sporting Khalsa (8)            |
| Barton Town (9)                     | 0-1       | Rugby Town (8)                 |
| Anstey Nomads (8)                   | 3-1       | Alvechurch (7)                 |
| Melton Town (9)                     | 1-6       | Hednesford Town (8)            |
| Heanor Town (9)                     | 0-1       | Ilkeston Town (7)              |
| Barwell (7)                         | 3-0       | Kidsgrove Athletic (8)         |
| Dudley Town (9)                     | 0-5       | Stourbridge (7)                |
| Bottesford Town (9)                 | 1-0       | Loughborough Students (8)      |
| Harborough Town (7)                 | 0-0       | Darlaston Town (8)             |
| Carlton Town (8)                    | 1-0       | Stamford (7)                   |
| Mickleover (7)                      | 5-0       | Coleshill Town (8)             |
| Stratford Town (7)                  | 2-3       | Worksop Town (7)               |
| Leek Town (7)                       | 2-0       | Ashby Ivanhoe (9)              |
| Malvern Town (8)                    | 0-1       | Cleethorpes Town (8)           |
| Wellingborough Town (8)             | 0-2       | Shifnal Town (9)               |
| Grantham Town (8)                   | 1-0       | Newark and Sherwood United (9) |
| Kettering Town (7)                  | 2-1       | Stafford Rangers (8)           |
| Redditch Utd (7)                    | 3-1       | Halesowen Town (7)             |
| Gorleston (8)                       | 1-0       | Walthamstow (8)                |
| Tilbury (8)                         | 2-2       | Brantham Athletic (9)          |
| Lowestoft Town (7)                  | 6-2       | Potters Bar Town (7)           |
| Leiston (7)                         | 4-1       | Waltham Abbey (8)              |
| Basildon Utd (8)                    | 0-1       | Biggleswade (8)                |
| Hitchin Town (7)                    | 0-2       | Berkhamsted (8)                |
| AFC Dunstable (8)                   | 1-0       | AFC Sudbury (7)                |
| Bishop's Stortford (7)              | 5-0       | Cornard United (9)             |
| Hashtag Utd (7)                     | 2-0       | Stotfold (8)                   |
| Harleston Town (9)                  | 1-1       | Biggleswade Town (7)           |
| St Neots Town (9)                   | 2-2       | Barking (9)                    |
| Billericay Town (7)                 | 1-2       | Bowers & Pitsea (7)            |
| Royston Town (7)                    | 1-1       | Bedford Town (7)               |
| Harpenden Town (9)                  | 0-0       | St Ives Town (7)               |
| Enfield (8)                         | 0-5       | Brentwood Town (8)             |
| Felixstowe & Walton United (8)      | 5-1       | Leverstock Green               |
| Brightlingsea Regent (8)            | 1-1       | Haringey Borough (8)           |
| Newmarket Town (8)                  | 1-1       | Ipswich Wanderers (8)          |
| Canvey Island (7)                   | 2-1       | Milton Keynes Irish (9)        |
| Witham Town (8)                     | 1-0       | Sheringham (9)                 |
| Burgess Hill Town (8)               | 2-1       | AFC Croydon Athletic (8)       |
| Harefield Utd (9)                   | 1-1       | Lewes (7)                      |
| Kingstonian (8)                     | 1-4       | Chichester City (7)            |
| Dulwich Hamlet (7)                  | 2-2       | Leatherhead (8)                |
| Thame Utd (8)                       | 0-4       | Wingate & Finchley (7)         |
| Ashford Utd (8)                     | 6-1       | Three Bridges (8)              |
| Ashford Town (Middlesex) (8)        | 0-2       | Herne Bay (8)                  |
| Horsham (7)                         | 4-0       | Virginia Water (9)             |
| Bracknell Town (7)                  | 0-1       | South Park (8)                 |
| Athletic Newham (9)                 | 3-3       | Amersham Town (9)              |
| Aylesbury Vale Dyn. (9)             | 0-3       | Bognor Regis Town (7)          |
| Sheppey Utd (8)                     | 1-1       | Hanwell Town (7)               |
| Hendon (7)                          | 3-0       | Whitehawk (7)                  |
| Dartford (7)                        | 6-2       | Marlow (7)                     |
| Larkfield & New Hythe Wanderers (9) | 1-1       | Cray Wanderers (7)             |
| Steyning Town (8)                   | 1-2       | Merstham (8)                   |
| Margate (8)                         | 0-0       | Hayes & Yeading Utd (8)        |
| Lordswood (9)                       | 3-1       | Binfield (8)                   |
| Badshot Lea (8)                     | 1-3       | Cray Valley PM (7)             |
| Hastings Utd (7)                    | 3-1       | Redhill (9)                    |
| Sittingbourne (8)                   | 2-2       | Dover Athletic (7)             |
| Ramsgate (8)                        | 3-1       | Folkestone Invicta (7)         |
| Carshalton Athletic (7)             | 3-1       | Haywards Heath Town (9)        |
| Punjab Utd (9)                      | 0-1       | Corinthian (9)                 |
| Broadbridge Heath (8)               | 0-0       | Faversham Town (9)             |
| Westfield (8)                       | 0-2       | Chatham Town (7)               |
| Chertsey Town (7)                   | 3-2       | Raynes Park Vale (8)           |
| Willand Rovers (8)                  | 1-0       | Brixham (9)                    |
| Hartpury Universit (9)              | 0-2       | Nailsea & Tickenham (9)        |
| Havant & Waterlooville (7)          | 3-0       | Wallingford & Crowmarsh (9)    |
| Easington Sports (9)                | 1-1       | Frome Town (7)                 |
| Plymouth Parkway (7)                | 4-1       | Baffins Milton Rovers (9)      |
| Gloucester City (7)                 | 2-0       | Paulton Rovers (9)             |
| Tiverton Town (7)                   | 0-3       | Wimborne Town (7)              |
| Basingstoke Town (7)                | 1-3       | Sholing (7)                    |
| Fleet Town (9)                      | 2-4       | AFC Stoneham (9)               |
| Gosport Borough (7)                 | 4-0       | Andover New Street (9)         |
| Barnstaple Town (9)                 | 1-2       | Larkhall Athletic (8)          |
| Hungerford Town (7)                 | 1-0       | Yate Town (8)                  |
| Bideford (8)                        | 0-1       | Melksham Town (8)              |
| Banbury Utd (7)                     | 2-0       | Dorchester Town (7)            |
| Taunton Town (7)                    | 3-0       | Didcot Town (8)                |
| Westbury Utd (8)                    | 3-1       | AFC Totton (7)                 |
| Tavistock (8)                       | 0-1       | Winchester City (7)            |
| Merthyr Town (7)                    | 3-2       | Cribbs (8)                     |
| Bishop's Cleeve (8)                 | 1-1       | Laverstock & Ford (9)          |
| Swindon Supermarine (7)             | 1-1       | Poole Town (7)                 |
| 1 settembre 2024                    |           |                                |
| Great Yarmouth Town (9)             | 1-2       | Cheshunt (7)                   |

#### Replay
| Squadra 1                 | Risultato     | Squadra 2                           |
| ------------------------- | ------------- | ----------------------------------- |
| 2 settembre 2024          |               |                                     |
| Bedford Town (7)          | 0-3           | Royston Town (7)                    |
| St Ives Town (7)          | 5-2           | Harpenden Town (9)                  |
| 3 settembre 2024          |               |                                     |
| Newton Aycliffe (8)       | 1-1 (5-4 dtr) | Bamber Bridge (7)                   |
| Whitby Town (7)           | 3-3 (3-4 dtr) | Mossley (8)                         |
| Matlock Town (7)          | 0-1 (dts)     | Spalding Utd (7)                    |
| Biggleswade Town (7)      | 3-1           | Harleston Town (9)                  |
| Amersham Town (9)         | 1-0           | Athletic Newham (9)                 |
| Barnoldswick Town (9)     | 1-0 (dts)     | Lancaster City (7)                  |
| Hyde Utd (7)              | 1-0           | FC United of Manchester (7)         |
| Wythenshawe Town (8)      | 2-1           | Whitchurch Alport (9)               |
| Bromsgrove Sporting (7)   | 2-1 (dts)     | Belper Town (8)                     |
| Brantham Athletic (9)     | 1-2           | Tilbury (8)                         |
| Barking (9)               | 3-2 (dts)     | St Neots Town (9)                   |
| Haringey Borough (8)      | 2-1           | Brightlingsea Regent (8)            |
| Ipswich Wanderers (8)     | 0-1           | Newmarket Town (8)                  |
| Lewes (7)                 | 0-0 (2-4 dtr) | Harefield Utd (9)                   |
| Leatherhead (8)           | 1-0           | Dulwich Hamlet (7)                  |
| Walton & Hersham (7)      | 4-2 (dts)     | Hanworth Villa (8)                  |
| Hanwell Town (7)          | 6-0           | Sheppey Utd (8)                     |
| Cray Wanderers (7)        | 8-0           | Larkfield & New Hythe Wanderers (9) |
| Hayes & Yeading Utd (8)   | 1-3           | Margate (8)                         |
| Dover Athletic (7)        | 0-1           | Sittingbourne (8)                   |
| Faversham Town (9)        | 1-3           | Broadbridge Heath (8)               |
| Frome Town (7)            | 2-1           | Easington Sports (9)                |
| Laverstock & Ford (9)     | 1-2           | Bishop's Cleeve (8)                 |
| Poole Town (7)            | 2-0           | Swindon Supermarine (7)             |
| 4 settembre 2024          |               |                                     |
| Blyth Spartans (7)        | 3-1 (dts)     | Campion (9)                         |
| Darlaston Town (1874) (8) | 2-3           | Harborough Town (7)                 |

### Secondo turno di qualificazione
Il sorteggio del secondo turno di qualificazione si è svolto il 2 settembre 2024, con l'ingresso delle squadre del campionato di 6º livello.
A questo turno si sono qualificate 16 squadre di 9ª divisione, il campionato di livello più basso fin qui rappresentato.
| Squadra 1                    | Risultato | Squadra 2                      |
| ---------------------------- | --------- | ------------------------------ |
| 14 settembre 2024            |           |                                |
| Lordswood (9)                | 0-1       | Sittingbourne (8)              |
| Bognor Regis Town (7)        | 0-4       | Margate (8)                    |
| Cray Wanderers (7)           | 1-1       | Wingate & Finchley (7)         |
| Dunston UTS (8)              | 1-1       | Scarborough Athl. (6)          |
| Crook Town (9)               | 1-2       | Witton Albion (8)              |
| Southport (6)                | 2-1       | Hyde Utd (7)                   |
| Mossley (8)                  | 0-3       | Chorley (6)                    |
| Stockton Town (7)            | 3-2       | Marine (6)                     |
| Newcastle Benfield (9)       | 0-1       | Wythenshawe Town (8)           |
| Guiseley (7)                 | 3-0       | 1874 Northwich (9)             |
| Newton Aycliffe (8)          | 1-1       | Warrington Rylands 1906 (7)    |
| Chester (6)                  | 3-0       | Hebburn Town (7)               |
| Curzon Ashton (6)            | 6-0       | Barnoldswick Town (9)          |
| Warrington Town (6)          | 1-2       | Radcliffe FC (6)               |
| Blyth Spartans (7)           | 0-3       | Bury (9)                       |
| Spennymoor Town (6)          | 3-1       | Morpeth Town (7)               |
| Macclesfield (7)             | 5-0       | South Shields (6)              |
| West Didsbury & Chorlton (9) | 1-2       | Darlington (6)                 |
| Newcastle Town (8)           | 1-1       | Scunthorpe Utd (6)             |
| Gainsborough Trinity (7)     | 2-1       | Grantham Town (8)              |
| Hereford (6)                 | 1-1       | Ilkeston Town (7)              |
| Kidderminster (6)            | 2-1       | Leek Town (7)                  |
| Kettering Town (7)           | 1-0       | Cleethorpes Town (8)           |
| Mickleover (7)               | 0-1       | Anstey Nomads (8)              |
| Harborough Town (7)          | 4-2       | Stourbridge (7)                |
| Spalding Utd (7)             | 0-0       | Alfreton Town (6)              |
| Shifnal Town (9)             | 1-1       | Redditch Utd (7)               |
| Bromsgrove Sporting (7)      | 2-0       | Bottesford Town (9)            |
| Buxton (6)                   | 2-2       | Barwell (7)                    |
| Rushall Olympic (6)          | 5-0       | Sheffield (8)                  |
| Leamington (6)               | 1-0       | Carlton Town (8)               |
| Rugby Town (8)               | 2-2       | Hednesford Town (8)            |
| Worksop Town (7)             | 6-3       | Basford Utd (7)                |
| Needham Market (6)           | 0-3       | St Albans City (6)             |
| Lowestoft Town (7)           | 5-2       | Newmarket Town (8)             |
| Hemel H. Town (6)            | 0-1       | Bishop's Stortford (7)         |
| King's Lynn Town (6)         | 1-0       | Cheshunt (7)                   |
| Canvey Island (7)            | 2-0       | Felixstowe & Walton United (8) |
| St Ives Town (7)             | 5-0       | Berkhamsted (8)                |
| Bowers & Pitsea (7)          | 1-2       | Biggleswade Town (7)           |
| Tilbury (8)                  | 0-2       | Chelmsford City (6)            |
| Haringey Borough (8)         | 1-1       | Witham Town (8)                |
| Gorleston (8)                | 2-2       | Barking (9)                    |
| Hornchurch (6)               | 2-1       | Hashtag Utd (7)                |
| Enfield Town (6)             | 0-1       | Peterborough Sports (6)        |
| Aveley (6)                   | 1-2       | Royston Town (7)               |
| Brentwood Town (8)           | 2-2       | Leiston (7)                    |
| Ashford Utd (8)              | 3-0       | Corinthian (9)                 |
| Ramsgate (8)                 | 1-0       | Broadbridge Heath (8)          |
| Burgess Hill Town (8)        | 2-3       | Amersham Town (9)              |
| Hanwell Town (7)             | 0-2       | Chertsey Town (7)              |
| Welling Utd (6)              | 0-1       | Chatham Town (7)               |
| Eastbourne Borough (6)       | 0-1       | Boreham Wood (6)               |
| Carshalton Athletic (7)      | 1-0       | South Park (8)                 |
| Hastings Utd (7)             | 1-0       | Harefield Utd (9)              |
| Tonbridge Angels (6)         | 2-1       | Merstham (8)                   |
| Chichester City (7)          | 2-2       | Slough Town (6)                |
| Maidstone Utd (6)            | 2-1       | Hampton & Richmond (6)         |
| Dartford (7)                 | 2-0       | Leatherhead (8)                |
| Worthing (6)                 | 3-2       | Havant & Waterlooville (7)     |
| Horsham (7)                  | 1-0       | Dorking Wanderers (6)          |
| Cray Valley PM (7)           | 0-2       | Chesham Utd (6)                |
| Walton & Hersham (7)         | 2-1       | Farnborough (6)                |
| Herne Bay (8)                | 3-0       | Hendon (7)                     |
| Poole Town (7)               | 2-3       | Taunton Town (7)               |
| Frome Town (7)               | 0-1       | Larkhall Athletic (8)          |
| Wimborne Town (7)            | 0-2       | Weston-super-Mare (6)          |
| AFC Stoneham (9)             | 1-7       | Salisbury (6)                  |
| Nailsea & Tickenham (9)      | 1-6       | Chippenham Town (6)            |
| Truro City (6)               | 0-2       | Brackley Town (6)              |
| Oxford City (6)              | 6-0       | Willand Rovers (8)             |
| Bath City (6)                | 2-1       | Merthyr Town (7)               |
| Sholing (7)                  | 1-4       | Weymouth (6)                   |
| Bishop's Cleeve (8)          | 3-0       | Torquay Utd (6)                |
| Winchester City (7)          | 1-1       | Hungerford Town (7)            |
| Plymouth Parkway (7)         | 4-3       | Westbury Utd (8)               |
| Melksham Town (8)            | 1-1       | Banbury Utd (7)                |
| Gosport Borough (7)          | 2-2       | Gloucester City (7)            |
| 15 settembre 2024            |           |                                |
| Farsley Celtic (6)           | 3-1       | Hallam (9)                     |
| Biggleswade (8)              | 2-1       | AFC Dunstable (8)              |

#### Replay
| Squadra 1                   | Risultato     | Squadra 2            |
| --------------------------- | ------------- | -------------------- |
| 16 settembre 2024           |               |                      |
| Redditch Utd (7)            | 0-1           | Shifnal Town (9)     |
| Barwell (7)                 | 1-2           | Buxton (6)           |
| 17 settembre 2024           |               |                      |
| Scarborough Athl. (6)       | 5-2           | Dunston UTS (8)      |
| Warrington Rylands 1906 (7) | 3-1           | Newton Aycliffe (8)  |
| Scunthorpe Utd (6)          | 5-0           | Newcastle Town (8)   |
| Ilkeston Town (7)           | 0-1           | Hereford (6)         |
| Alfreton Town (6)           | 1-1 (4-3 dtr) | Spalding Utd (7)     |
| Hednesford Town (8)         | 4-1           | Rugby Town (8)       |
| Witham Town (8)             | 1-1 (3-4 dtr) | Haringey Borough (8) |
| Barking (9)                 | 0-1           | Gorleston (8)        |
| Leiston (7)                 | 3-1           | Brentwood Town (8)   |
| Slough Town (6)             | 2-1           | Chichester City (7)  |
| Wingate & Finchley (7)      | 0-1           | Cray Wanderers (7)   |
| Hungerford Town (7)         | 0-1           | Winchester City (7)  |
| Banbury Utd (7)             | 2-3           | Melksham Town (8)    |
| Gloucester City (7)         | 0-2           | Gosport Borough (7)  |

### Terzo turno di qualificazione
Il sorteggio del terzo turno di qualificazione si è svolto il 16 settembre 2024. A questo turno si sono qualificate 3 squadre di nona divisione, il campionato di livello più basso fin qui rappresentato, vale a dire Amersham Town, Bury e Shifnal Town.
| Squadra 1                   | Risultato | Squadra 2                |
| --------------------------- | --------- | ------------------------ |
| 28 settembre 2024           |           |                          |
| Wythenshawe Town (8)        | 0-1       | Farsley Celtic (6)       |
| Guiseley (7)                | 1-0       | Scunthorpe Utd (6)       |
| Stockton Town (7)           | 1-1       | Chester (6)              |
| Radcliffe FC (6)            | 2-3       | Bury (9)                 |
| Southport (6)               | 0-1       | Curzon Ashton (6)        |
| Darlington (6)              | 1-2       | Gainsborough Trinity (7) |
| Warrington Rylands 1906 (7) | 0-2       | Scarborough Athl. (6)    |
| Spennymoor Town (6)         | 1-0       | Chorley (6)              |
| Macclesfield (7)            | 6-1       | Witton Albion (8)        |
| Buxton (6)                  | 1-1       | Kidderminster (6)        |
| Leiston (7)                 | 1-1       | Hornchurch (6)           |
| Haringey Borough (8)        | 3-3       | Lowestoft Town (7)       |
| Shifnal Town (9)            | 0-0       | Hednesford Town (8)      |
| Harborough Town (7)         | 1-0       | Leamington (6)           |
| Royston Town (7)            | 0-0       | Peterborough Sports (6)  |
| St Ives Town (7)            | 0-3       | Kettering Town (7)       |
| Rushall Olympic (6)         | 2-1       | Anstey Nomads (8)        |
| Chelmsford City (6)         | 2-1       | Bromsgrove Sporting (7)  |
| Gorleston (8)               | 4-2       | St Albans City (6)       |
| Bishop's Stortford (7)      | 3-2       | Hereford (6)             |
| Worksop Town (7)            | 1-1       | King's Lynn Town (6)     |
| Salisbury (6)               | 1-2       | Bath City (6)            |
| Cray Wanderers (7)          | 3-0       | Hastings Utd (7)         |
| Chertsey Town (7)           | 3-2       | Ashford Utd (8)          |
| Worthing (6)                | 3-1       | Dartford (7)             |
| Winchester City (7)         | 2-2       | Weymouth (6)             |
| Margate (8)                 | 1-1       | Horsham (7)              |
| Tonbridge Angels (6)        | 2-1       | Walton & Hersham (7)     |
| Taunton Town (7)            | 2-1       | Amersham Town (9)        |
| Sittingbourne (8)           | 0-3       | Plymouth Parkway (7)     |
| Chatham Town (7)            | 0-3       | Slough Town (6)          |
| Bishop's Cleeve (8)         | 0-0       | Chesham Utd (6)          |
| Brackley Town (6)           | 4-1       | Ramsgate (8)             |
| Herne Bay (8)               | 0-1       | Maidstone Utd (6)        |
| Oxford City (6)             | 2-3       | Gosport Borough (7)      |
| Carshalton Athletic (7)     | 3-2       | Melksham Town (8)        |
| Boreham Wood (6)            | 2-1       | Larkhall Athletic (8)    |
| Chippenham Town (6)         | 1-1       | Weston-super-Mare (6)    |
| 29 settembre 2024           |           |                          |
| Biggleswade (8)             | 1-0       | Canvey Island (7)        |
| 8 ottobre 2024              |           |                          |
| Biggleswade Town (7)        | 0-6       | Alfreton Town (6)        |

#### Replay
| Squadra 1               | Risultato     | Squadra 2            |
| ----------------------- | ------------- | -------------------- |
| 1 ottobre 2024          |               |                      |
| Chester (6)             | 1-0           | Stockton Town (7)    |
| Kidderminster (6)       | 2-0           | Buxton (6)           |
| Hornchurch (6)          | 1-3 (dts)     | Leiston (7)          |
| Hednesford Town (8)     | 1-0           | Shifnal Town (9)     |
| Peterborough Sports (6) | 1-0           | Royston Town (7)     |
| King's Lynn Town (6)    | 0-0 (4-3 dtr) | Worksop Town (7)     |
| Weymouth (6)            | 3-0           | Winchester City (7)  |
| Horsham (7)             | 2-0           | Margate (8)          |
| Weston-super-Mare (6)   | 1-0           | Chippenham Town (6)  |
| 8 ottobre 2024          |               |                      |
| Lowestoft Town (7)      | 3-1           | Haringey Borough (8) |
| Chesham Utd (6)         | 4-0           | Bishop's Cleeve (8)  |

### Quarto turno di qualificazione
| Squadra 1                | Risultato | Squadra 2               |
| ------------------------ | --------- | ----------------------- |
| 2 agosto 2024            |           |                         |
| Rushall Olympic (6)      | 1–1       | Peterborough Sports (6) |
| Tamworth (5)             | 4–2       | Macclesfield (7)        |
| Oldham Athletic (5)      | 4–2       | FC Halifax Town (5)     |
| Hartlepool Utd (5)       | 1–1       | Brackley Town (6)       |
| Farsley Celtic (6)       | 1–2       | Kettering Town (7)      |
| Altrincham (5)           | 1–1       | Solihull Moors (5)      |
| AFC Flyde (5)            | 1–4       | Rochdale (5)            |
| Scarborough Athl. (6)    | 3–1       | Chester (6)             |
| Biggleswade (8)          | 1–3       | York City (5)           |
| Harborough Town (7)      | 1–0       | Bury (9)                |
| Curzon Ashton (6)        | 1–0       | King's Lynn Town (6)    |
| Gainsborough Trinity (7) | 2–2       | Boston Utd (5)          |
| Alfreton Town (6)        | 1–0       | Spennymoor Town (6)     |
| Kidderminster (6)        | 0–1       | Guiseley (7)            |
| Taunton Town (7)         | 1–1       | Maidenhead United (5)   |
| Horsham (7)              | 1–0       | Gorleston (8)           |
| Aldershot Town (5)       | 2–1       | Bath City (6)           |
| Eastleigh (5)            | 0–1       | Southend Utd (5)        |
| Chertsey Town (7)        | 1–3       | Sutton Utd (5)          |
| Boreham Wood (6)         | 4–0       | Carshalton Athletic (7) |
| Lowestoft Town (7)       | 1–3       | Weston-super-Mare (6)   |
| Wealdstone (5)           | 4–1       | Gosport Borough (7)     |
| Leiston (7)              | 1–5       | Dag & Red (5)           |
| Barnet (5)               | 4–0       | Chelmsford City (6)     |
| Chesham Utd (6)          | 1–0       | Yeovil Town (5)         |
| Cray Wanderers (7)       | 0–1       | Tonbridge Angels (6)    |
| Woking (5)               | 2–1       | Slough Town (6)         |
| Forest Green (5)         | 2–0       | Weymouth (6)            |
| Maidstone Utd (6)        | 3–0       | Ebbsfleet Utd (5)       |
| Plymouth Parkway (7)     | 0–4       | Worthing (6)            |
| Braintree Town (5)       | 1–0       | Bishop's Stortford (7)  |
| Hednesford Town (8)      | 1–1       | Gateshead (5)           |

#### Replay
| Squadra 1               | Risultato     | Squadra 2                |
| ----------------------- | ------------- | ------------------------ |
| Peterborough Sports (6) | 0–0 (4-5 dtr) | Rushall Olympic (6)      |
| Brackley Town (6)       | 3–1           | Hartlepool Utd (5)       |
| Solihull Moors (5)      | 2–2 (3-1 dtr) | Altrincham (5)           |
| Boston Utd (5)          | 0–4           | Gainsborough Trinity (7) |
| Gateshead (5)           | 1–3           | Hednesford Town (8)      |
| Maidenhead United (5)   | 3–0           | Taunton Town (7)         |